# UFC on Fox: Lee vs. Iaquinta II
UFC on Fox: Lee vs. Iaquinta II  foi um evento de artes marciais mistas realizado pelo Ultimate Fighting Championship no dia 15 de Dezembro de 2018, no Fiserv Forum em Milwaukee, Wisconsin.

## Bônus da Noite
Os lutadores poderão receber $50.000 de bônus para:
- Luta da Noite
- Performance da Noite